# Mate-Tee

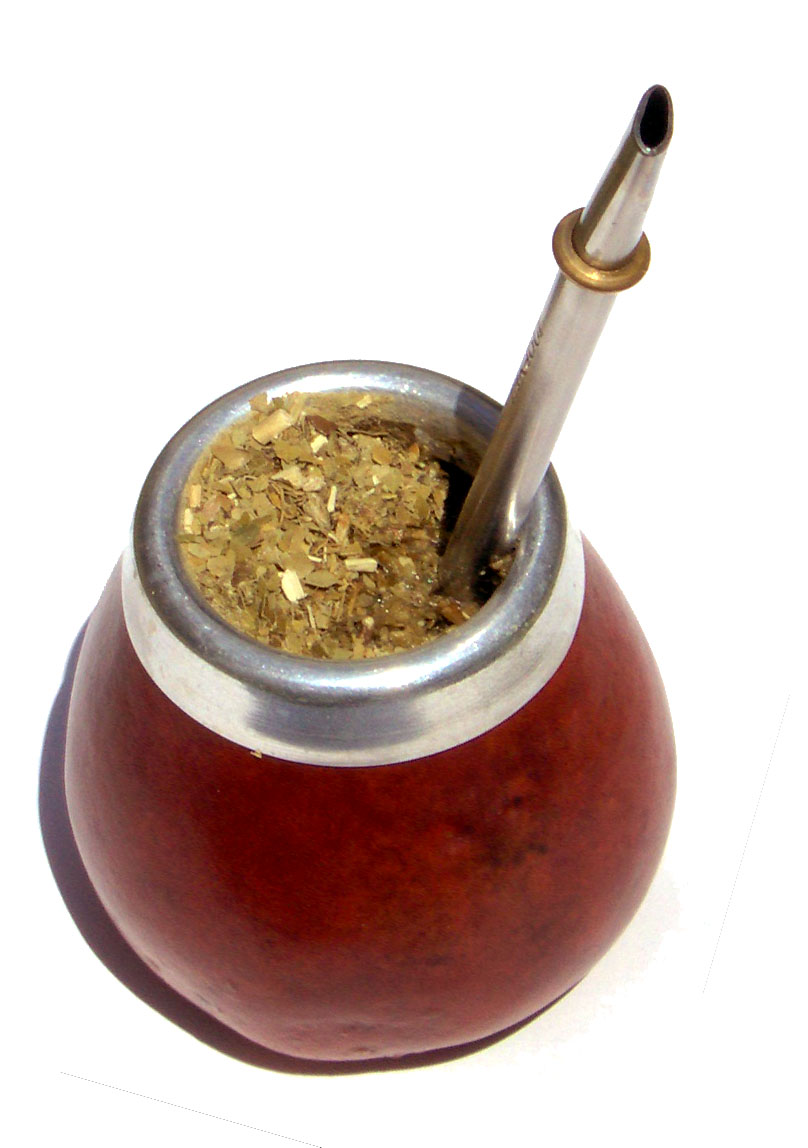
Mate in einer traditionellen Kalebasse mit Bombilla

Der Mate oder Mate-Tee, Matetee, Jesuiten-, Missions-, Paraguay- oder Paranatee, spanisch Yerba-Mate, portugiesisch Erva Mate, Chimarrão, ist ein Aufgussgetränk aus den kleingeschnittenen trockenen Blättern des Mate-Strauchs Ilex paraguariensis. Das Getränk ist in Südamerika verbreitet und wird in Europa und Nordamerika oft als Tee bezeichnet.
Der Name Mate bezeichnete ursprünglich das Trinkgefäß (Quechua mati ‚Trinkgefäß‘), heutzutage auch das Getränk, das von den Guaraní caiguá genannt wurde. Die zerkleinerten Blätter werden in Uruguay, Paraguay und Argentinien als Yerba (span. ‚Kraut‘) bezeichnet, in Brasilien heißen sie Erva (port. ‚Kraut‘). Das daraus resultierende Getränk nennt man Chimarrão.

## Mate als Aufgussgetränk

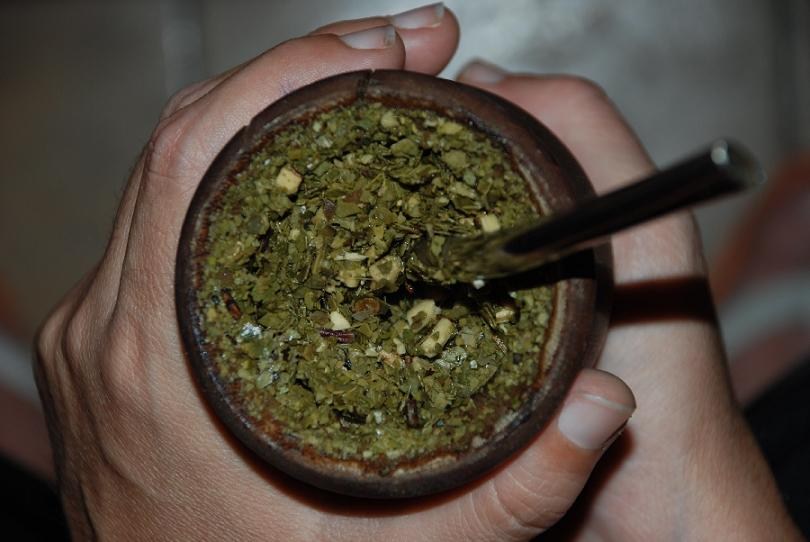
Aufgegossener Mate

Mate wurde schon vor der Kolonialisierung von den Ureinwohnern Südamerikas getrunken. Im Umfeld der traditionellen Anbaugebiete – Rio Grande do Sul, Santa Catarina, Paraná, Paraguay, Argentinien, Uruguay, in Teilen Chiles und im bolivianischen Gran Chaco – trinkt die Mehrzahl der Menschen heutzutage regelmäßig Mate bzw. Chimarrão: In Argentinien trinken etwa 80 % der Bevölkerung mindestens einmal pro Woche Mate; der Jahreskonsum 2011 betrug 6,8 kg pro Kopf. In anderen Ländern jedoch konnte sich das Getränk nie durchsetzen, weshalb der Export gering blieb und die Produktion vorwiegend dem Eigenbedarf dient. Eine Ausnahme stellen die Kanarischen Inseln, Syrien und der Libanon dar. Mate wurde dort zu Beginn des vorigen Jahrhunderts von zurückkehrenden arabischen Auswanderern eingeführt und gilt als „das Hauptgetränk“ in manchen Provinzen (Piporé, Yerba Mate). Allerdings haben sich dort nicht alle in Südamerika mit dem Matetrinken verbundenen Bräuche gehalten. Ursprünglich und heute wieder in den nördlicheren, wärmeren Gebieten des südlichen Südamerika wird der Sud als Tereré (eis)kalt getrunken.
In Südamerika werden auch andere Aufgussgetränke als Mate bezeichnet, z. B. in Bolivien und Peru generell Aufgüsse aus anderen Pflanzen wie Mate de Coca, zubereitet aus den Blättern des Cocastrauchs.

## Anbau
Seit der späten zweiten Hälfte des 19. Jahrhunderts wird er vor allem in Paraguay, Argentinien und Brasilien auch in Kultur angebaut. Noch heute wird jedoch etwa die Hälfte des auf dem Markt befindlichen Mate von wildwachsenden Bäumen geerntet.
Optimale Wachstumsbedingungen für Ilex paraguariensis sind eine relativ gleichmäßige Durchschnittstemperatur von 20 bis 23 °C, mittlere bis hohe Luftfeuchtigkeit und Höhenlagen von 400 bis 800 Metern.
Für die Kultur des Mate-Strauches werden die Früchte mechanisch vorgeschädigt und in Wasser aufgeweicht. Die Keimung dauert bis zu drei Monate. In den ersten beiden Jahren sind die kleinen Pflanzen lichtempfindlich und müssen beschattet werden. Die zweijährigen Jungpflanzen werden kurz über dem Boden abgeschnitten, die neu austreibenden Sprosse sind dann kräftiger und fülliger. Nach vier Jahren erfolgt die erste Ernte; die Folgeernten erfolgen je nach Anbaugebiet in einem ein- oder zweijährigen Intervall.
| Rang | Land        | Menge (in t) |
| ---- | ----------- | ------------ |
| 1    | Argentinien | 837.000      |
| 2    | Brasilien   | 517.779      |
| 3    | Paraguay    | 126.000      |

## Herstellung
Im südamerikanischen Winter (Mai–September) werden ganze Äste, optimal mit etwa zweijährigen Blättern besetzt, abgeschlagen. Gehandelt wird grüner Mate (Taragin) und gerösteter Mate (Chá Mate). Für letzteren werden traditionell die ganzen Äste, heute meist nur die Blätter, Blattstiele, Blütenstiele und die jungen Triebspitzen in Drahttrommeln über einem Feuer gedreht. Hierdurch werden die Enzyme zerstört und damit die Fermentation gestoppt, die Farbe bleibt erhalten und es entstehen charakteristische Aromen. Für den grünen Mate wird das zerkleinerte Erntegut bei 50 bis 60 °C etwa einen Monat lang fermentiert, dann für eine Minute auf 400 °C erhitzt, wobei der Wassergehalt von ca. 60 % auf 25 % fällt. Beide Sorten werden anschließend auf etwa 8 bis 9 % Restfeuchtigkeit getrocknet und in Stückchen zerkleinert oder zu Pulver vermahlen und verpackt. Abhängig von der Region werden verschiedene Granularitäten verarbeitet und konsumiert: in Brasilien vor allem fein mit stark aromatischem Geschmack und Argentinien grob mit leichterem Aroma. Die Jahresproduktion Südamerikas liegt bei rund 1,5 Millionen Tonnen (davon ca. 850.000 Tonnen allein in Argentinien, Stand 2019).
Für Instant-Mate sowie matehaltige Erfrischungsgetränke werden die Aromakomponenten über Wasserdampf destilliert und mit Ether extrahiert.
Das Aroma von Mate ist rauchig-erdig und etwas süß-säuerlich nach verwelktem Blatt, der fruchtig-bittere Geschmack wird in einigen Regionen wie Argentinien auch oft mit verschiedenen Geschmacksrichtungen „veredelt“ (u. a. Orangengeschmack, Kirsche, Zimt, Pfefferminz).

## Etymologie und Geschichte
Mate wurde von den Ureinwohnern Lateinamerikas genutzt. Das Wort stammt vom Quechua-Wort mati ab, das eine ausgehöhlte Kalebasse als Trinkgefäß bezeichnet, also den Behälter, in dem die Blätter aufgegossen werden. Heute werden die gebrauchsfertigen getrockneten Blätter in Brasilien als erva-mate, congonha oder auch einfach erva verkauft, wobei congonha aus der Tupi-Sprache stammt und ‚was das Sein erhält‘ bedeutet. In den spanischsprachigen Ländern werden sie yerba oder hierba ‚Kraut‘ (gemeint ist Heilkraut) genannt. Ende des 16. Jahrhunderts berichtete der spanische Konquistador und Gründer von Buenos Aires, Pedro de Mendoza, von einem aufmunternden Getränk der Indios. Als im folgenden Jahrhundert die Jesuiten das heutige Paraguay besiedelten, begannen sie mit dem systematischen Anbau der Mate-Pflanze und hatten bis zu ihrer Vertreibung im 18. Jahrhundert eine Art Handelsmonopol in ganz Lateinamerika.
Der französische Botaniker Auguste de Saint-Hilaire ordnete während seiner Reisen durch Brasilien zwischen 1816 und 1822 auch die Mate-Pflanze systematisch ein. Dass sie dennoch nicht brasiliensis, sondern paraguayensis (oder auch paraguaiensis) heißt, liegt einer wissenschaftlichen Legende zufolge an einer Verwechslung beim Beschriften der Proben in Curitiba.

## Inhaltsstoffe

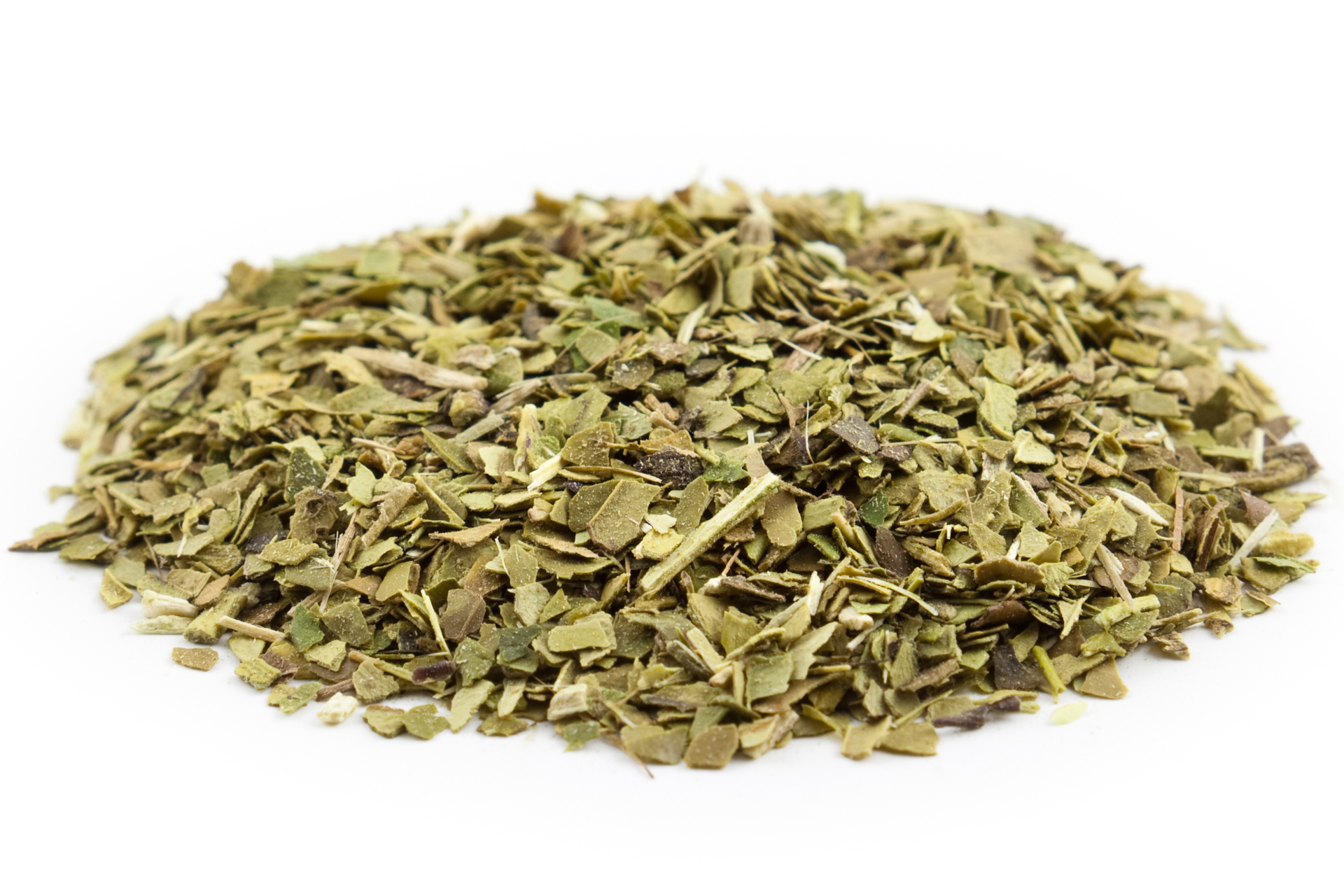
Mate – hier geschnittene Blätter: fertig für die Zubereitung

In den frischen Blättern sind 0,35 bis 1,7 % Koffein, etwa 0,1 bis 0,2 % Theobromin, Theophyllin und 4 bis 16 % Gerbstoffe enthalten. Der Aufguss ist gelbgrün und enthält abhängig von der Stärke Koffein, Theobromin, Chlorophyll, Gerbsäure, ätherisches Öl und Vanillin. Es finden sich die Vitamine A, B1, B2 und C. Das Aroma des grünen und gerösteten Mates wurde gaschromatographisch getrennt und per Massenspektrometrie analysiert; dabei wurden von mehr als 250 Komponenten etwa 200 identifiziert. In absteigender Reihenfolge wurden Ketone, Aldehyde und aliphatische Alkohole, heterocyclische Verbindungen, Carbonsäuren und Lactone, Terpenalkohole, Furanone, Phenole, aromatische Verbindungen, Pyrazine und Pyrrole nachgewiesen. Pyrrole, Pyrazine und Furanone entstehen vor allem bei der Maillard-Reaktion während des Röstvorganges.

## Gesundheitliche Risiken
Einem häufigen Genuss von Mate-Tee wird ein karzinogenes Risiko zugeschrieben. Insbesondere die Entwicklung von Blasenkrebs, Speiseröhrenkrebs sowie Lungenkrebs durch hohe Anteile von PAK (polyzyklische aromatische Kohlenwasserstoffe) und Benzo(a)pyrene werden mit dem Konsum von Mate-Tee verbunden.
Man geht davon aus, dass eine hohe Konzentration der PAK durch die Rauchtrocknung des Yerba Mate entsteht. Es gibt allerdings auch Yerba Mate, der nicht über Feuer getrocknet wird. Bei den Untersuchungen zum Speiseröhrenkrebs wird darauf hingewiesen, dass eine höhere Temperatur des Getränks die Krebshäufigkeit erhöhte.
Andere Studien ergaben jedoch gegenteilige Ergebnisse, so zum Beispiel eine Studie der Universität Illinois aus dem Jahr 2012. Im Rahmen der Forschungsarbeit wurden menschliche Darmkrebszellen isoliert und anschließend mit Koffein-Stoffen des Mate-Tees, mit so genannten CQA-Derivaten, versetzt. Zu beobachten war anfangs, dass diese Stoffe Entzündungen hemmten und somit auch das Wachstum der Krebszellen. Ebenfalls konnte festgestellt werden, dass eine hohe Konzentration von CQA-Derivaten die Darmkrebszellen tötete. Studienleiterin Elvire de Mejia gab an: „Wir empfehlen besonders Menschen, die darmkrebsgefährdet sind, reichlich Mate-Tee zu trinken“.
Auch zu protektiven Effekten des Mate-Tees bei der Exposition gegenüber Nitrosaminen liegen tierexperimentelle Daten vor.
Mate-Tee kann mit Schadstoffen belastet sein. Im Jahr 2017 untersuchte Öko-Test 14 Produkte und bewertete zwölf mit „ungenügend“. Zu den gefundenen Schadstoffen gehörte Anthrachinon, das als potenziell krebserregend gilt. Das Verbrauchermagazin empfiehlt deshalb nur einen mäßigen Konsum von Mate-Tee.

## Zubereitung

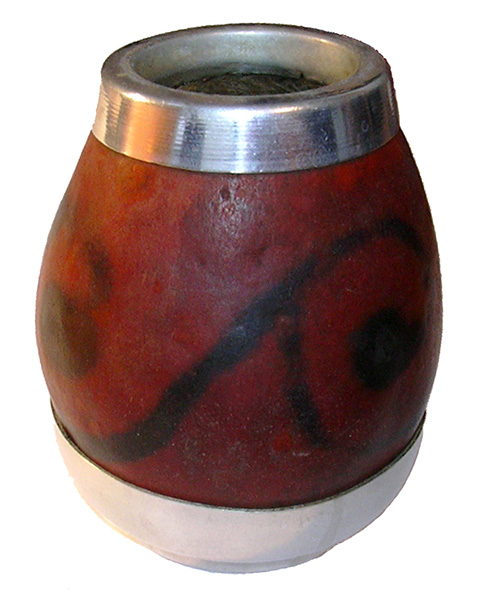
Kalebasse: ein ausgehöhlter Kürbis

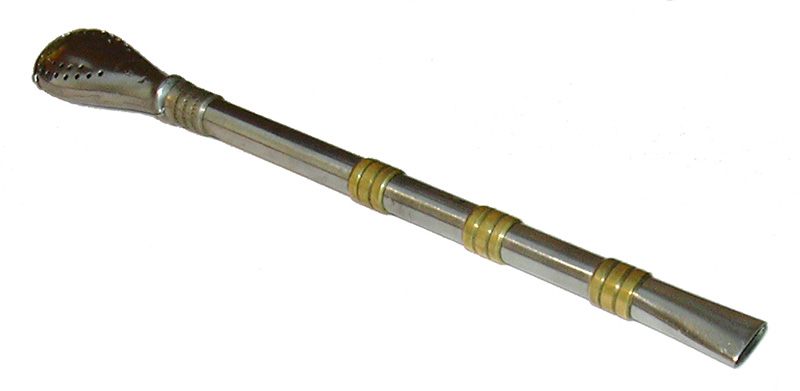
Bombilla: Metalltrinkrohr mit Sieb

Das Getränk wird traditionell aus dem Endteil (Stielende) eines ausgehöhlten Flaschenkürbis (spanisch: mate oder calabaza, portugiesisch cuia ‚Kalebasse‘) getrunken. Dazu wird der Flaschenkürbis quer zu seiner Achse so geteilt, dass ein bechergroßes Stück abfällt. Dieses wird ausgehöhlt und getrocknet. Die cuia (portugiesisch) bzw. der mate (spanisch) wird oft mit Schriftzügen oder Logos verziert und am oberen Rand mit Metall oder anderen Materialien verstärkt. Das so entstandene Gefäß wird zum Stielende aufgestellt. Anstelle eines fest an die Kalebasse gearbeiteten Ständers wird zum Teil auch eine eigene Stützmulde verwendet, die aus Metall, Leder, Naturkautschuk oder ebenfalls aus Kürbis ist und auch oft verziert wird. Je nach Region gibt es verschiedene Typen, die von dem hier Beschriebenen minder bis stark abweichen können. Die Typenvielfalt reicht von einfachen, kleinen und unförmigen bis zu aufwendig hergestellten Gefäßen aus dem Kunstgewerbe. Es gibt auch Mates aus gedrechseltem Holz, aus Metall, aus Horn, aus Kunststoff und aus Porzellan (in dieser Reihenfolge der Verbreitung).
Eine weitere traditionelle Methode vor allem für das Tereré ist das Trinken aus einem Teilstück eines Rinderhorns. Diese Methode stammt von südamerikanischen Kuhhirten. Dazu wird das Horn auf einer Seite mit einem runden Stück Holz eines speziellen Baumes zugekorkt. Das so entstandene Trinkgefäß wird guampa (von Quechua huampa) genannt und hat eine Höhe von etwa 15 cm sowie einen Durchmesser von etwa 7 cm.
Zum Trinken benutzt man in der Regel eine Bombilla (in Rio Grande do Sul Bomba genannt), ein Trinkrohr (Trinkhalm) aus Metall, das am unteren Ende ein Sieb hat. Halme aus Bambus werden auch angeboten. Das gitterartige Sieb verhindert das Ansaugen von Teepartikeln beim Trinken. Zusätzlich kann ein feinmaschigeres Beutelchen aus Stoff/Nylon übergestülpt werden.
Das Trinkgefäß wird etwa zur Hälfte mit yerba gefüllt. Die Öffnung wird mit der Innenseite der Hand verschlossen und umgedreht. Durch leichtes Schütteln wird die yerba etwas sortiert, wodurch sich die groben Teile von dem feinen Pulver trennen. Erst wird vertikal geschüttelt, dann wird der Mate vorsichtig umgedreht; die groben Teile befinden sich auf dem Boden des Gefäßes. Die yerba wird nun etwas angefeuchtet und entlang der Gefäßachse angedrückt, so dass die bombilla schräg in die leere Hälfte eingeführt werden kann. Wenn man die yerba etwas stehenlässt, kann sie aufquellen und es gelangen später beim Trinken weniger Körnchen in die bombilla. Aufgegossen wird nun mit 70 bis 95 °C heißem Wasser, sorgfältig entlang des Trinkrohres, damit die an die Innenseite angedrückte yerba nicht aufgewirbelt wird. Die Temperatur variiert nach Regionen und Geschmack; im Allgemeinen wird der mit Zucker oder auch mit Stevia gesüßte Mate (mate dulce) mit sehr heißem Wasser im Landesinneren getrunken, der ungesüßte Mate (mate amargo ‚bitterer Mate‘, mate cimarrón (Spanisch) oder chimarrão (Portugiesisch), etwa ‚wilder Mate‘) mit mäßig heißem Wasser entlang der Küste.
Der Aufguss wird viele Male wiederholt. Dazu wird das Aufgusswasser – besonders im Freien oder auf Reisen – oft in den allgegenwärtigen Thermosflaschen heißgehalten. Die Mate-Blätter gelten als aufgebraucht, wenn sich beim Aufgießen keine Bläschen bilden und einzelne Mateblätter oben schwimmen. Dann ist der Mate ausgewaschen. Hat man bei der Zubereitung darauf geachtet, das Wasser stets nur in eine Seite des Mate zu gießen (dafür ist die yerba anfangs entlang der Gefäßachse angedrückt worden), kann man nun die Position der Bombilla ändern, wodurch die bisher trocken gebliebene yerba aufgegossen wird (dar vuelta al mate ‚den Mate herumdrehen‘). Wenn das nicht mehr hilft, muss das Gefäß mit neuer yerba gefüllt werden.
Getrunken wird der Mate vor allem im Kreis von Freunden, Verwandten und Arbeitskollegen; einem Gast einen mate anzubieten, ist ein Zeichen der Höflichkeit und Gastfreundschaft. Sowohl die Zubereitung als auch die „richtige“ Art des Trinkens werden als Kunst zelebriert und mehr oder weniger streng von zahlreichen Regeln (meist in Form von mündlich überlieferten Reimen und Redewendungen) vorgeschrieben.
So gilt es als unhöflich, wenn die bombilla beim Überreichen nicht auf den Empfänger zeigt oder der Trinker die Runde über Gebühr aufhält. In Brasilien wird die cuia außerdem nur mit der linken Hand weitergereicht und die Bomba darf, wenn sie einmal platziert ist, nicht mehr bewegt werden. Der Gastgeber trinkt für gewöhnlich den ersten Aufguss, denn dieser ist der bitterste (und den Gästen nicht zumutbar). Oft wird der erste Schluck aber auch einfach ausgespuckt.
Der Person, die den Mate zubereitet (el cebador), obliegt es, den Mate stets neu aufzugießen, der dann reihum gereicht wird, den aber jeder Trinker für sich leert und dann zurückreicht. Die Kunst liegt darin, gleichmäßig starken Mate zuzubereiten. Weder darf der Mate nach wenigen Aufgüssen ausgewaschen und schal schmecken, noch das Wasser zu kalt sein oder die Bombilla verstopfen.
Er kann aber natürlich auch konventionell wie normaler Tee aufgebrüht werden (mate cocido ‚gekochter Mate‘) und wird auch mit Milch getrunken und aromatisiert. Cocido kann (zum Beispiel als Frühstücksgetränk für Kinder) wie folgt zubereitet werden: Zuerst wird Zucker in einem Topf leicht karamellisiert, danach werden die Mateblätter dazugegeben, kurz umgerührt und dann mit Wasser aufgegossen und neu erhitzt. In Brasilien wird der kalte Mate (tereré) zuweilen mit ein paar Tropfen Limonensaft eisgekühlt getrunken, mit Eiscreme gemischt als mate espumante oder mit einem geriebenen Apfel als vitamina de mate genossen und sogar mit Rum oder Cachaça als grogue de mate getrunken. Außer in loser Form ist er auch als Kautablette und im Aufgussbeutel im Handel. Erfrischungsgetränke wie diverse Eisteesorten werden mit Aromaextrakt hergestellt.

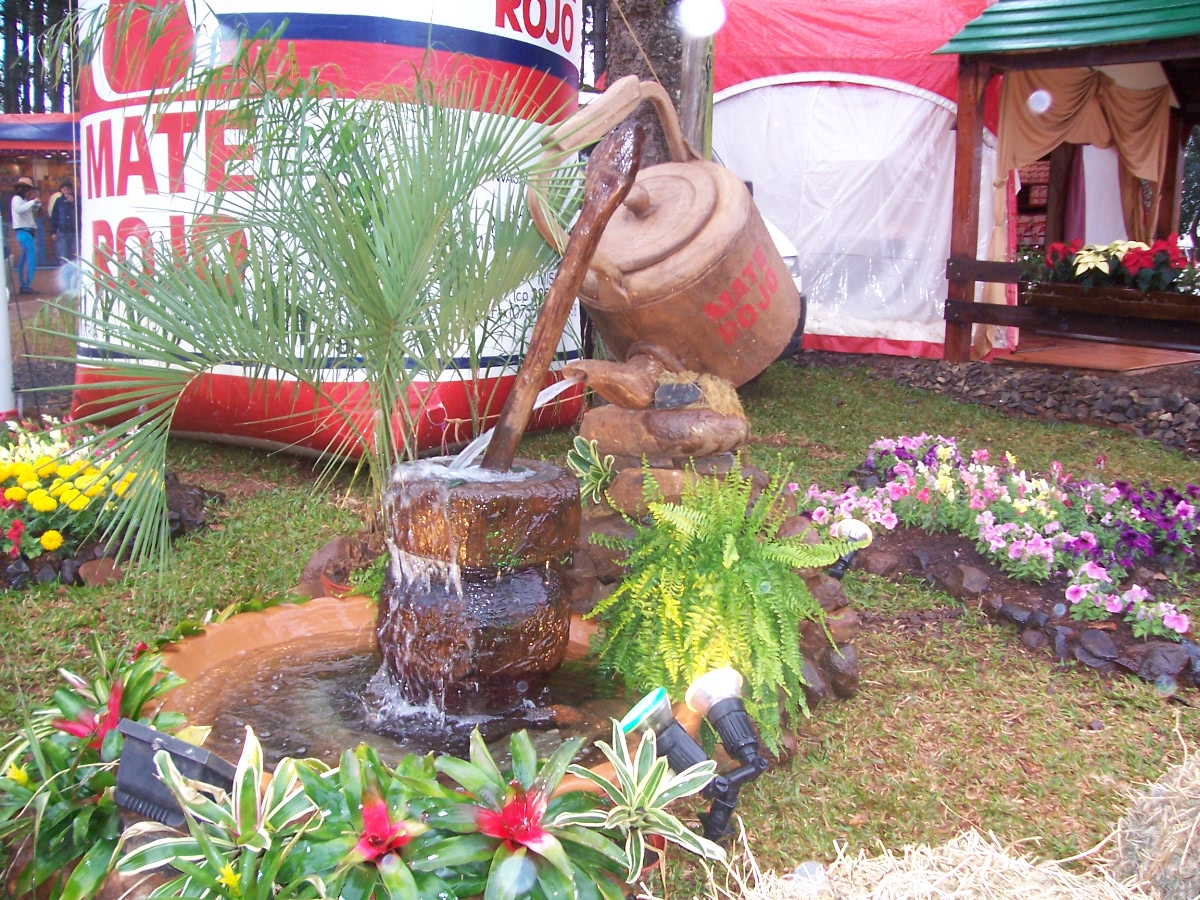
Werbung für Mate in Oberá, Misiones, Argentinien. Mit Bromelien dekoriert.

Die Kalebassen müssen vor der ersten Benutzung behandelt werden (curar el mate), damit sich die Bitterstoffe aus dem Kürbis lösen. Dafür schabt man das Innere der Mate-Kalebasse mit dem Mundstück der Bombilla vorsichtig aus. Dann füllt man die Kalebasse mit yerba und füllt sie mit heißem Wasser auf. Das Ganze sollte mindestens 24 Stunden stehen. Da das Holz das Wasser aufnimmt, sollte ab und an etwas Wasser nachgefüllt werden. Nach ein oder zwei Tagen wird das Gefäß geleert und in die Sonne gestellt, bis es komplett getrocknet ist. Danach kann es benutzt werden. Mategefäße aus Metall oder Keramik halten sich in der Regel länger als die aus Holz oder Kalebassen, sind jedoch zum einen weniger traditionell und zum anderen leiten sie die Wärme besser, was bei heißem Wasser zu Verbrennungen führen kann. Um dies zu vermeiden, sind Mategefäße aus Metall für gewöhnlich doppelwandig.
Vielfach werden bei der Zubereitung von heißem Mate (mate caliente) andere Kräuter und Wurzelteile mit in das Mategefäß gegeben, zum Beispiel diverse Minzsorten (Bystropogon mollis sp. peperina, Mentha pulegium, deutsch Polei-Minze, Melissa officinalis, deutsch Zitronenmelisse), die teilweise wild wachsen.
Bei der Zubereitung von Tereré werden oft Pflanzenteile wegen der geschmacklichen Note oder der zugesprochenen Heilwirkung in das zur Zubereitung verwendete Wasser gegeben.

## Wirtschaftliche Bedeutung
Für den brasilianischen Bundesstaat Paraná war Mate die Ursache für einen lang anhaltenden wirtschaftlichen Aufschwung und schließlich die Unabhängigkeit als eigener Bundesstaat. Paraná war bis zum 19. Dezember 1853 ein Bezirk des Staates São Paulo. Über einen Zeitraum von über 50 Jahren machte der Mate-Anbau und seine Weiterverarbeitung bis zu 85 % der Wirtschaftsproduktion von Paraná aus. Für die Herstellung von Maté wurden neue Städte mit Röstereien und Veredelungsmühlen gegründet. Das Transportwesen entwickelte sich, auf dem Rio Iguaçu wurde ein regelmäßiger Schiffsverkehr begonnen, die lange Verbindungsstraße „Graciosa“ und eine Eisenbahnlinie gebaut, die Curitiba mit Paranaguá verbindet. Begleitende Industriezweige wie die Fassherstellung entstanden. Dieser Mate-Boom hielt bis etwa zum Zweiten Weltkrieg an.

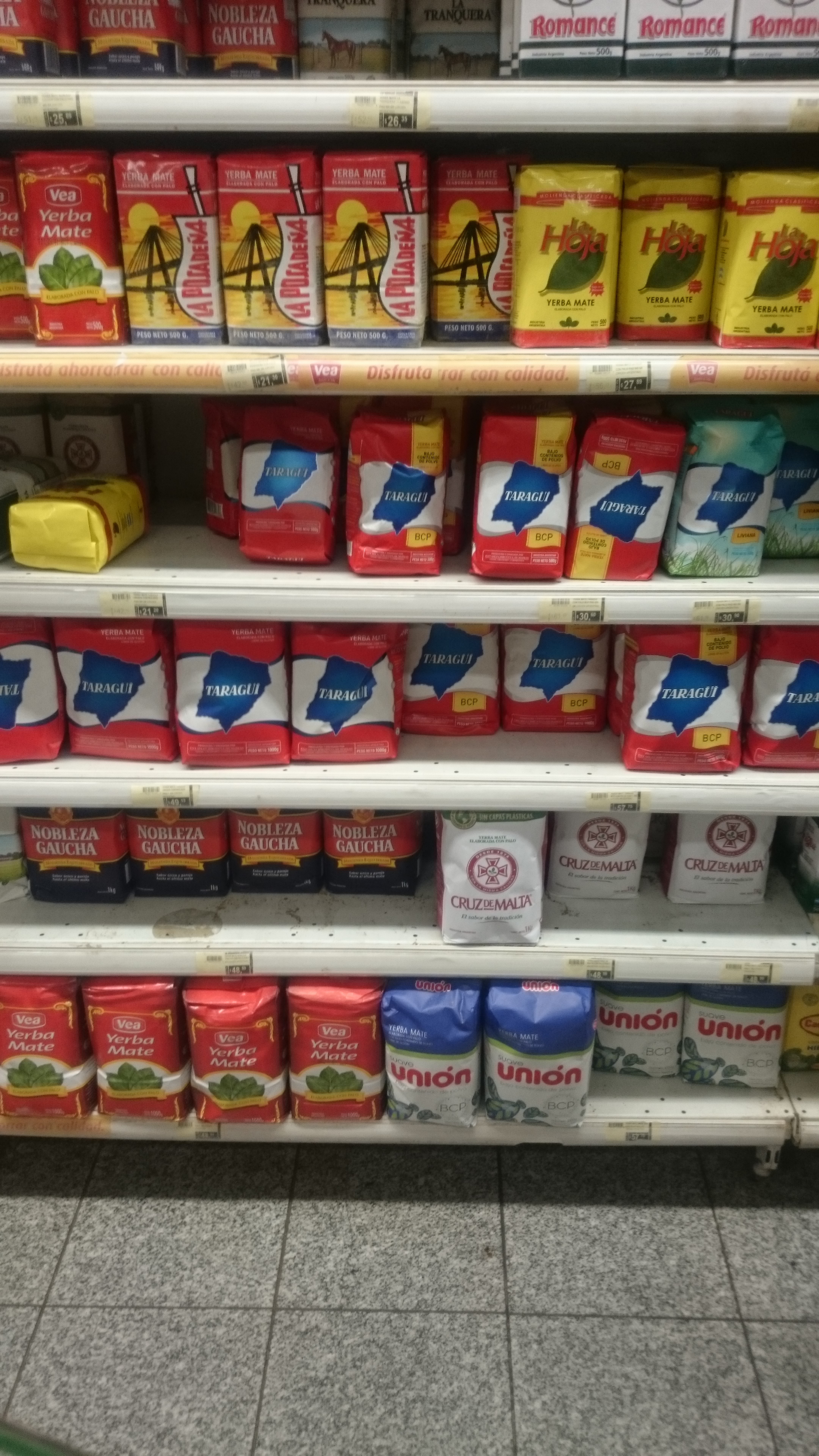
Verschiedene Mate-Sorten in einem argentinischen Supermarkt

In den letzten beiden Jahrzehnten des 20. Jahrhunderts wurden viele Hektar Land sowie wenig oder nicht genutzte Mate-Betriebe vom Movimento dos Trabalhadores Rurais Sem Terra (MST ‚Bewegung der landlosen Landarbeiter‘) besetzt. 1989 entstand in Süd-Paraná die erste MST-Siedlung Novo Paraíso ‚Neues Paradies‘; bis heute gibt es über 50 Kooperativen, die mittlerweile offiziell anerkannt und von der Regierung mit Krediten und Infrastruktur unterstützt werden.
Mate wird in Deutschland in Supermärkten als Aufgussbeutel und in Eine-Welt-Läden unter anderem als „Brasilianischer Yerba“ verkauft. Zur Limonade verarbeitet, ist sie als Szene-Drink (z. B. Club-Mate oder Mio Mio Mate) erhältlich. Zudem wird auch Mate-Bier hergestellt, das unter der Bezeichnung Mier vertrieben wird.